# Gare de Koiwa
La gare de Koiwa (小岩駅, Koiwa-eki) est une gare ferroviaire de la ville de Tokyo au Japon. Elle est située dans l'arrondissement d'Edogawa à l'est de la ville. La gare est desservie par la ligne Chūō-Sōbu de la JR East.

## Situation ferroviaire
La gare de Koiwa est située au point kilométrique (PK) 33,8 de la ligne Chūō-Sōbu.

## Histoire
La gare a été inaugurée le 25 mai 1899.

## Services aux voyageurs

### Accès et accueil
La gare dispose d'un bâtiment voyageurs, avec guichet, ouvert tous les jours.

### Desserte
- Ligne Chūō-Sōbu
  - voie 1 : direction Kinshichō, Shinjuku et Mitaka
  - voie 2 : direction Funabashi et Chiba